# 怪獸電力公司系列
《怪獸電力公司》（英語：Monsters, Inc.）是由皮克斯動畫工作室製作、華特迪士尼公司發行的美國電腦動畫系列。

## 電影

### 《怪獸電力公司》（2001）
第一部介紹怪獸世界的電影，那裡的怪獸會在夜上進入人類世界並嚇著小孩，利用他們的尖叫聲發電。當一個小女孩阿布不小心進入怪獸世界時，與她成為朋友的毛怪和大眼仔必須尋找方法把她隱藏和送回人類世界。在過程中他們了解到，怪獸們對人類的認識並非都是真的。
該作電影超越了《玩具總動員2》成為有史以來第二高票房的動畫電影，僅在1994年的《獅子王》之後。電影也入圍了最佳動畫獎，但最後輸給《史瑞克》。

### 《怪獸大學》（2013）
《怪獸電力公司》的前傳，《怪獸大學》透露了大眼仔和毛怪的背景故事。他們在大學生活中如何一開始時互相看不順眼，最終被逼成為同一團隊「萬事OK社」的成員去參加大學的「驚嚇遊戲」，在這裡他們和不合群的團隊成員必須擊敗對手並贏得比賽，否則將被學校開除。隨著團隊的奮鬥，兩人學會團結精神，並慢慢成為最好的朋友。

## 電視影集

### 《怪獸職場求生記》（2021）
在2017年11月9日，《怪獸電力公司》的外傳電視影集在迪士尼新聞稿中得到證實，作為迪士尼電視動畫公司即將推出的串流媒體服務系列的一部分。及後至2019年4月9日，影集命名《怪獸職場求生記》及計劃在2021年首季播放。及後在2021年2月24日《怪獸職場求生記》定於2021年7月2日播放，但再延遲於7月7日播放。
本作劇集的故事設定在《怪獸電力公司》以小孩子的笑聲之後，泰勒·圖斯克蒙（Tylor Tuskmon）希望能夠可以跟大眼仔和毛怪一樣可以升至搞笑師。

## 短片

### 《大眼仔的新車》（2002）
《大眼仔的新車》由皮特·多克特和羅傑·L·古爾德執導。這是皮克斯首次採用以前建立的作品的角色當主題的短片。短片於2002年9月17日首播，收錄在《怪獸電力公司》的DVD和VHS版本中。短片被提名為2002年奧斯卡最佳動畫短片。

### 《派對焦點》（2013）
《派對焦點》是以《怪獸大學》的角色主演的一部長6分鐘的動畫短片，於2013年8月9日在D23博覽會上首映。這部短片原定於2014年與《恐龍當家》一同發行，後因恐龍當家改由2015年上映的緣故，短片改至2014年3月21日與《布偶歷險記：全面追緝》一同發行。短片由《怪獸大學》的故事監督凱爾賽·曼恩撰寫劇本和執導。配音演員包括比利·克里斯托、約翰·古德曼、彼得·索恩、朱麗亞·斯維尼、查理·戴、内森·菲利安、大衛·弗利、肖恩·海斯、鮑比·莫伊尼漢和喬爾·莫瑞。
在短片中，萬事OK社舉辦了一個派對，但沒有人參加。為了解決這個問題，他們利用門在另一個兄弟會的更大型派對上竊取來客。

## 反響

### 票房成績
| 電影             | 美國上映日    | 票房收入   | 票房收入   | 票房收入    | 預算       | 參考  |
| 電影             | 美國上映日    | 北美       | 其他地區   | 全球        | 預算       | 參考  |
| ---------------- | ------------- | ---------- | ---------- | ----------- | ---------- | ----- |
| 《怪獸電力公司》 | 2001年11月2日 | 2.89億美元 | 2.72億美元 | 5.62億美元  | 1.15億美元 | [ 7 ] |
| 《怪獸大學》     | 2013年7月21日 | 2.68億美元 | 4.75億美元 | 7.43億美元  | 2億美元    | [ 8 ] |
| 合計             | 合計          | 5.58億美元 | 7.47億美元 | 13.06億美元 | 3.15億美元 |       |

### 專業評價
| 電影             | 爛番茄           | Metacritic     | CinemaScore |
| ---------------- | ---------------- | -------------- | ----------- |
| 《怪獸電力公司》 | 96%（192篇評論） | 78（34篇評論） | A+          |
| 《怪獸大學》     | 78%（189篇評論） | 65（41篇評論） | A           |

## 外部連結
- 互联网电影数据库（IMDb）上《怪獸電力公司》的资料（英文）
- 互联网电影数据库（IMDb）上《怪獸大學》的资料（英文）